# Anatoli Zeroek
Anatoli Zeroek (21 november 1967) is een voormalige Oekraïense langafstandsloper, die was gespecialiseerd in de marathon. 

## Loopbaan
In 1998 werd Zeroek vijfde op de marathon van Hamburg in een persoonlijk record van 2:11.50. Een jaar later won hij de marathon van Enschede in 2:16.31 en in 2004 de marathon van Jura Alsacien.

## Persoonlijke records
| Onderdeel | Prestatie | Datum         | Plaats  |
| --------- | --------- | ------------- | ------- |
| marathon  | 2:11.50   | 19 april 1998 | Hamburg |

## Palmares

### marathon
- 1997: 6e marathon van Eindhoven - 2:13.30
- 1998: 5e marathon van Hamburg - 2:11.50
- 1999:  marathon van Enschede - 2:16.31
- 2000:  marathon van Ljubljana - 2:15.26
- 2003: 6e marathon van La Rochelle - 2:17.43
- 2004:  marathon du Jura Alsacien - 2:24.27
- 2004: 11e marathon de la Liberté - 2:27.50
- 2005:  marathon van Wroclaw - 2:15.39